# Cinclodes atacamensis schocolatinus

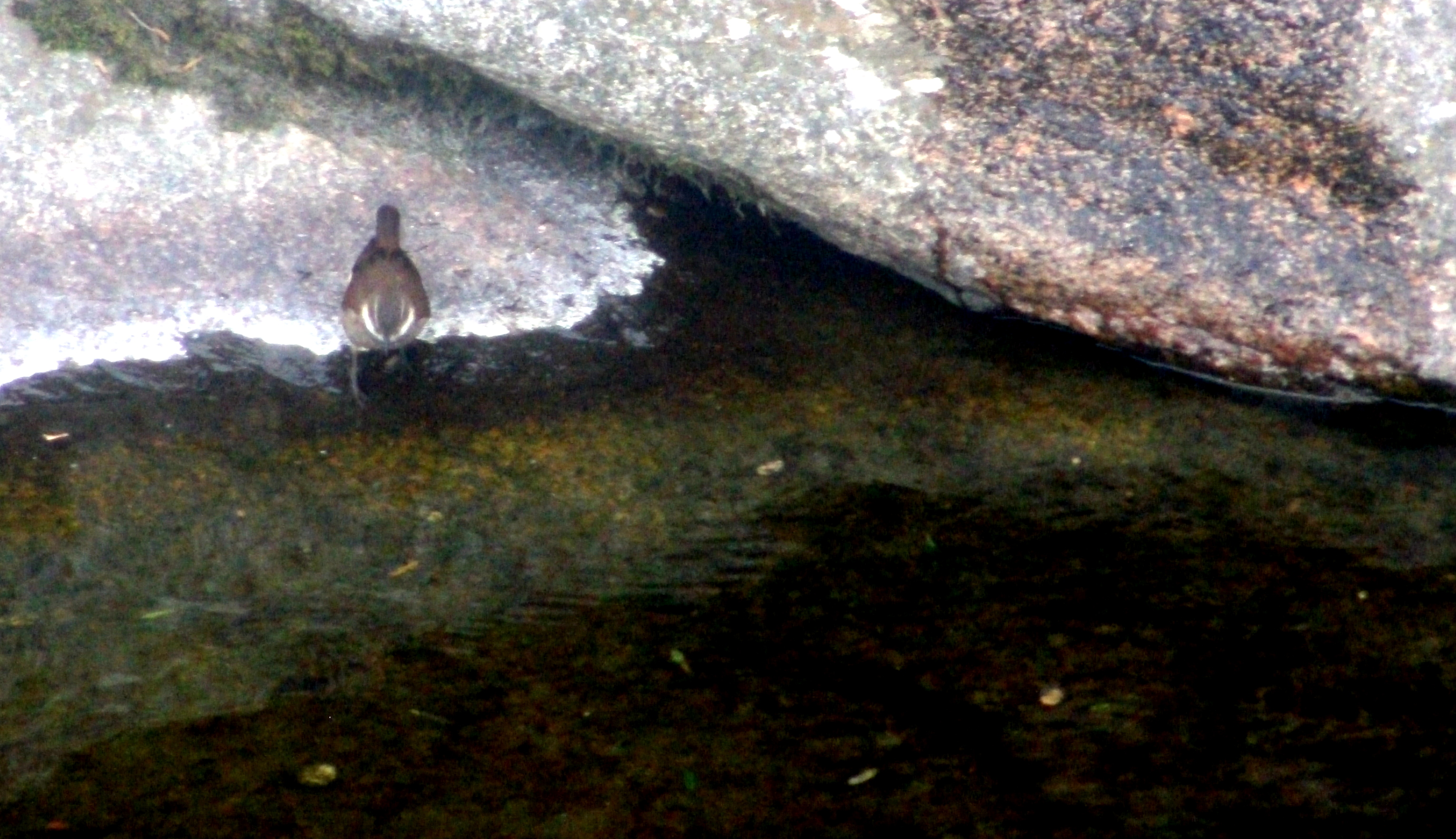
La subespecie Cinclodes atacamensis schocolatinus en un arroyo de las sierras de Córdoba.

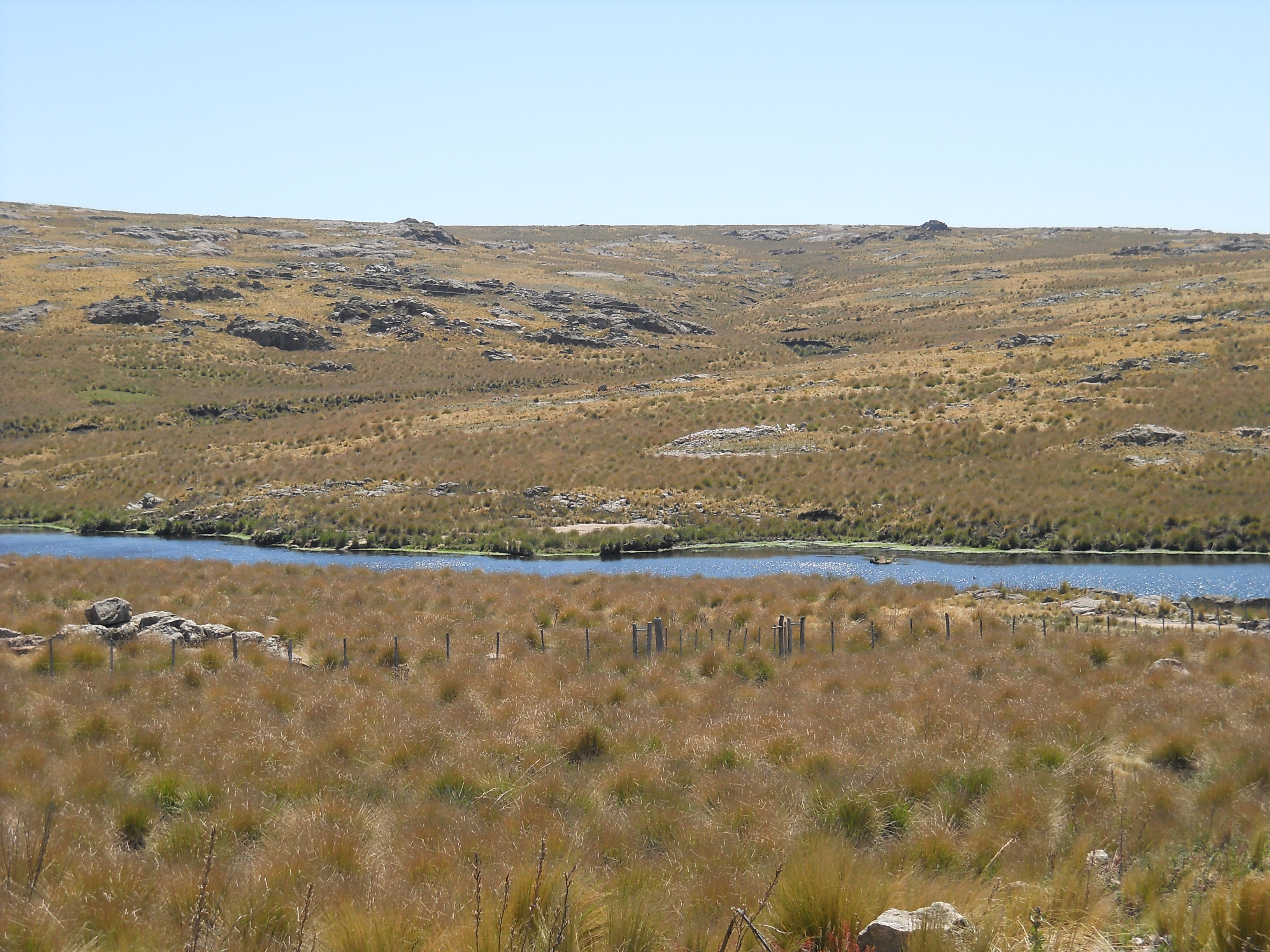
La Pampa de Achala, el hábitat de donde este taxón es endémico.

La remolinera castaña achaleña o remolinera castaña serrana (Cinclodes atacamensis schocolatinus), es una de las 2 subespecies en que se divide la especie Cinclodes atacamensis, conocida vulgarmente con el nombre de remolinera castaña o churrete de alas blancas. Es un endemismo del centro de la Argentina.

## Hábitat y distribución
Esta subespecie es endémica del centro de la Argentina, habitando en arroyos altoserranos del altiplano de la Pampa de Achala, en las provincias de Córdoba y sectores limítrofes de San Luis. Vive en altitudes entre 1900 y los 2300 m s. n. m., aunque en invierno migra a sectores de baja altitud de la llanura chaqueña.

## Características
Su longitud total es de 20 cm. El pico es largo para el género. Presenta un dorso castaño con características banda alar, ceja, y ápice de las timoneras externas caudales de color blanco. El plumaje ventral es blanco en la garganta, que pasa en el pecho a gris, y finalmente a castaño en el abdomen. De la otra subespecie —C. a. atacamensis— se la distingue por poseer esta última el dorso con tonos más rufos, menos chocolates. Sus huevos son de medidas algo menores.

## Sistemática

### Descripción original
Fue descrita originalmente por Anton Reichenow en el año 1920, con localidad tipo en: «Cuesta de Copina, Córdoba, Argentina».

### Taxonomía
Algunos autores, entre ellos: Olrog, consideran que esta subespecie podría ser una especie plena, es decir: Cinclodes schocolatinus. 
Esta es una de las 2 subespecies en que se divide la especie Cinclodes atacamensis, la otra es: Cinclodes atacamensis atacamensis (Philippi, 1857).